# Insuline aspart
Insuline aspart is een snelwerkend insulineanalogon met een werkingsduur van ongeveer 3 tot 5 uur en een optimale werkingsduur van ongeveer 1 tot 3 uur. Insuline aspart werd in 1999 op de markt gebracht door Novo Nordisk onder naam NovoRapid (NovoLog in de Verenigde Staten).
Insuline aspart begint na toediening vrijwel onmiddellijk te werken (binnen 10 minuten). Hiermee simuleert het de reactie van een gezonde pancreas tijdens het eten van een maaltijd. Tegenwoordig wordt het gebruik van een ultrakortwerkende insuline, zoals insuline aspart of lispro, vaak geprefereerd boven het gebruik van een kortwerkende insuline zoals Actrapid omdat een snelwerkende insuline pas direct voor (of zelfs tijdens of na) de maaltijd toegediend kan worden en een snack tussen de maaltijden niet noodzakelijk is.
Snelwerkende insuline wordt vaak gecombineerd met het gebruik van een middellangwerkende (zoals NPH) insuline of langwerkende insuline (zoals glargine of detemir). De langwerkende insuline simuleert de basale insulineafgifte van een gezond pancreas en de snelwerkende insuline de verhoogde insulineafgifte tijdens en na de maaltijd (bolus). Wanneer voor de insulinebehoefte een insulinepomp wordt gebruikt, voorziet deze in zowel de basale als bolus insulinebehoefte middels snelwerkende insuline.